# 擬毒鮋屬
擬毒鮋屬，為輻鰭魚綱鮋形目鮋亞目毒鮋科的其中一屬。

## 下属物种
- 尾紋擬毒鮋(Pseudosynanceia melanostigma)

## 扩展阅读
維基物種上的相關：擬毒鮋屬